# Prosenoides tenuipes
Prosenoides tenuipes är en tvåvingeart som först beskrevs av Fritz Isidore van Emden 1947.  Prosenoides tenuipes ingår i släktet Prosenoides och familjen parasitflugor.
Artens utbredningsområde är Uganda. Inga underarter finns listade i Catalogue of Life.